# Novinka (Astracan)
|  | Per a altres significats, vegeu «Novinka». |

Novinka (en rus: Новинка) és un poble de l'óblast d'Astracan, a Rússia, segons el cens del 2010 tenia 1.045 habitants.